# Avenches
 (février 2022).
Si vous disposez d'ouvrages ou d'articles de référence ou si vous connaissez des sites web de qualité traitant du thème abordé ici, merci de compléter l'article en donnant les références utiles à sa vérifiabilité et en les liant à la section « Notes et références ».
Pour les articles homonymes, voir Avenches (homonymie).
Avenches est une localité et une commune suisse du canton de Vaud, située dans le district de la Broye-Vully.

## Géographie
Avenches est située sur une colline isolée sur le côté sud de la plaine de la Broye, à une altitude de 480 m, à 17 km au nord-ouest de Fribourg.
Le territoire de la commune comprend une partie de la plaine, intensivement cultivée, de la Broye, ainsi que quelques collines bordant la plaine au sud. Le territoire de la commune atteint la rive de la Broye au nord-ouest et est également traversé par l'Arbogne. Au nord, Avenches possède une rive de 1,5 km sur le lac de Morat, jusqu'au Chandon qui délimite la commune à l'est. Au sud, la commune s'étend sur des collines jusqu'au village de Donatyre.
Les communes voisines d'Avenches sont Faoug (nord-est), Vully-les-Lacs (nord) ainsi que Belmont-Broye (ouest), Misery-Courtion (sud-est), Saint-Aubin (nord-ouest) et Courtepin (est) dans le canton de Fribourg.
En 1997, le territoire était constitué de 14 % de zones bâties, de 16 % de zones forestières, de 69 % de zones agricoles, et d’un peu moins de 1 % de terres improductives.

## Histoire

Vue aérienne de 200 m par Walter Mittelholzer (1919).

À l'époque romaine, Aventicum était la capitale des Helvètes et comptait plus de 20 000 habitants.
Son amphithéâtre, très bien conservé, sert à plusieurs manifestations culturelles au cours de l'année. Les restes d'un orgue hydraulique sur le site d'une riche demeure romaine d'Avenches constituent une découverte archéologique importante. La cité romaine d'Aventicum fut dévastée par les Alamans en 258 et ne s'en releva pas.
La commune d'Avenches a fusionné le 1er juillet 2006 avec sa petite voisine de Donatyre, à la suite de l'acceptation du projet par les habitants des deux communes le 5 juin 2005. On y trouve une très belle église romane dédiée à Sainte Thècle. Le 1er juillet 2011, la commune d'Oleyres a fusionné avec la commune d'Avenches.

## Population

### Gentilé et surnom
Les habitants de la commune se nomment les Avenchois (ou les Aventiciens, d'Aventicum).
Ils sont surnommés les Cacas-Carrés, pour leur réputation « à ne rien faire comme les autres », et les Pique-Soleil, pour celle de passer leur temps à bronzer dans la rue et au pied de l'église.

### Démographie
Avec 4 129 habitants (31 décembre 2016), Avenches appartient aux communes moyennes du canton de Vaud. La population d'Avenches s’élevait à 1 637 habitants en 1850, puis 1 952 habitants en 1900. Après que le nombre d’habitants a diminué jusqu’à 1565 (-20 %) en 1941, un accroissement significatif de la population a été enregistré depuis lors, en particulier durant les années 1960. La langue officielle est le français, parlée par 73,4 % de la population ; 11,9 % de la population parle allemand et 6 % portugais (an 2000). La population est à un peu plus de 45 % protestante et un peu moins de 45 % catholique (an 2000).

## Activités et culture

### Monuments

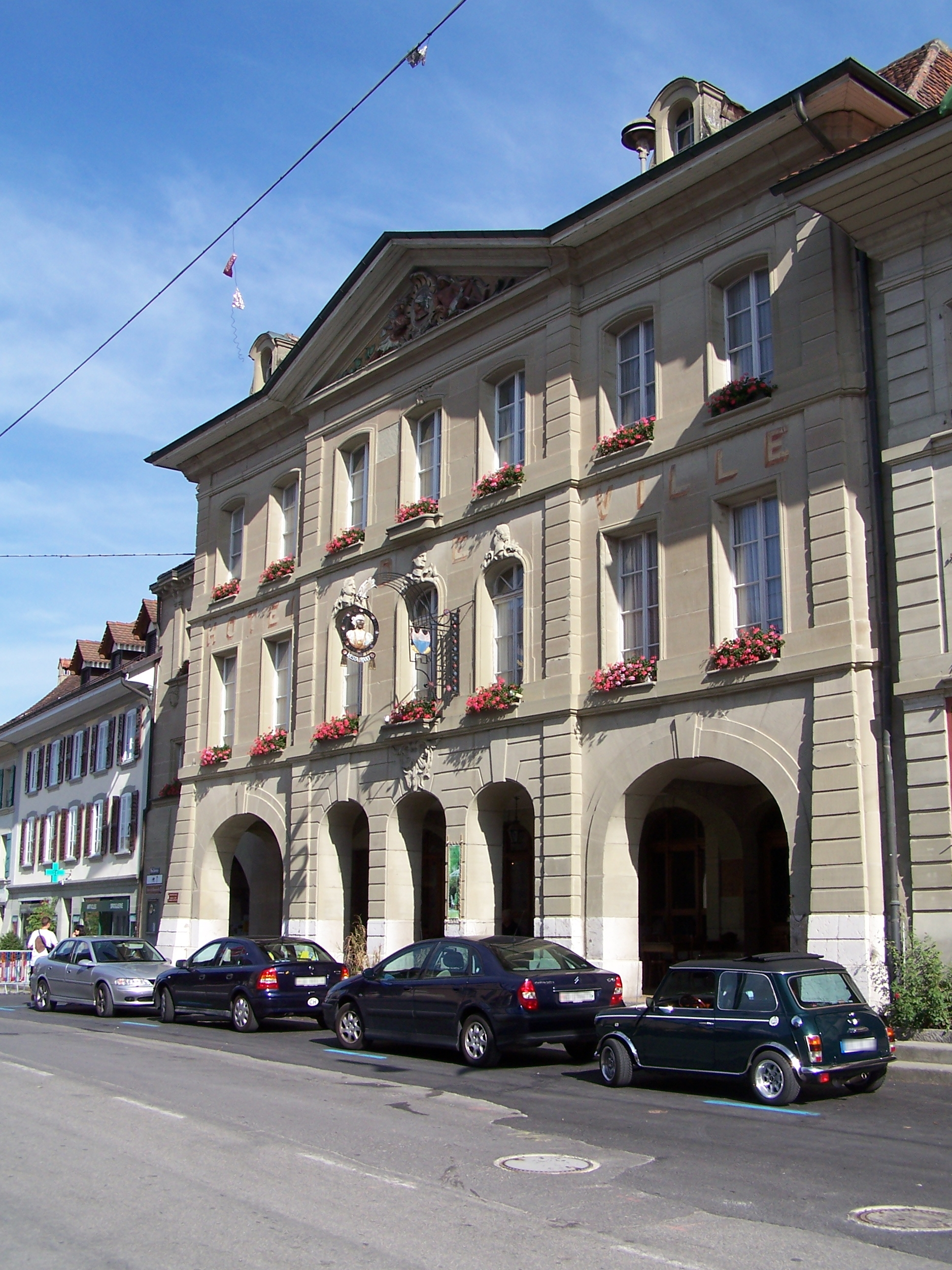
L'hôtel de ville.

La commune d'Avenches compte plusieurs monuments protégés et inscrits comme biens culturel suisse d'importance nationale, à savoir : la ville romaine d'Aventicum, la Tour de l'évêque et l'amphithéâtre, le musée romain, la cure, l'église réformée Sainte-Madeleine, le château ainsi que, sur le territoire de l'ancienne commune de Donatyre, une chapelle romane dédiée autrefois à Sainte Thècle.
L'hôtel de ville, reconstruit en 1753 par l'architecte bernois Nicolas Hebler, est un imposant édifice à arcades, avec avant-corps surmonté d'un fronton sculpté par Johann Friedrich Funk I.
Avenches fait partie depuis 2017 de l'association Les plus beaux villages de Suisse.

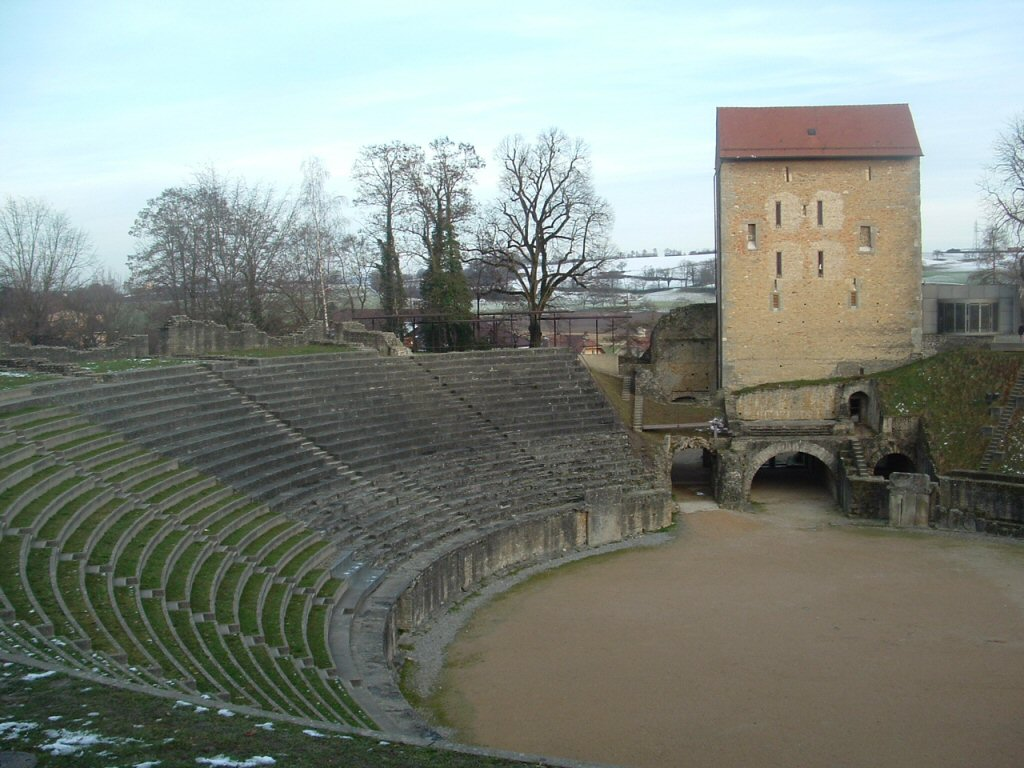
L'amphithéâtre romain d'Avenches.

### Le site romain
- Aventicum est l'un des plus importants sites archéologiques de Suisse, au point qu'elle est parfois surnommée aujourd'hui « capitale helvétique romaine »[11].
- La muraille romaine entourant Aventicum était constituée de 73 tours de garde[12] ; il n'en reste maintenant plus qu'une entièrement debout, il s'agit de la célèbre Tornallaz[13], qui a été rénovée deux fois. Les autres tours sont quant à elles enterrées ou détruites.
- Le musée romain d'Avenches abrite une précieuse collection d'antiquités gallo-romaines, dont la copie du buste en or de Marc Aurèle.

### Le bord du lac
La commune borde le lac de Morat et comprend une plage, un port et l'un des plus grands campings de Suisse.

### La cité du cheval
- L'IENA (Institut équestre national d'Avenches) a ouvert ses portes en 1999 et accueille chaque année les Swiss Equidays. L'IENA est le plus grand centre hippique pluridisciplinaire suisse (courses, concours de saut, military, attelage, dressage, etc.)
- L'hippodrome d'Avenches, qui se trouve sur le terrain de l'IENA.
- Le haras national, situé à côté de l'IENA et fondé en 1899, est le dépôt d'étalons de la race demi-sang et Franches-Montagnes.

### Manifestations
- Carnaval avenchois (en mars)[15]

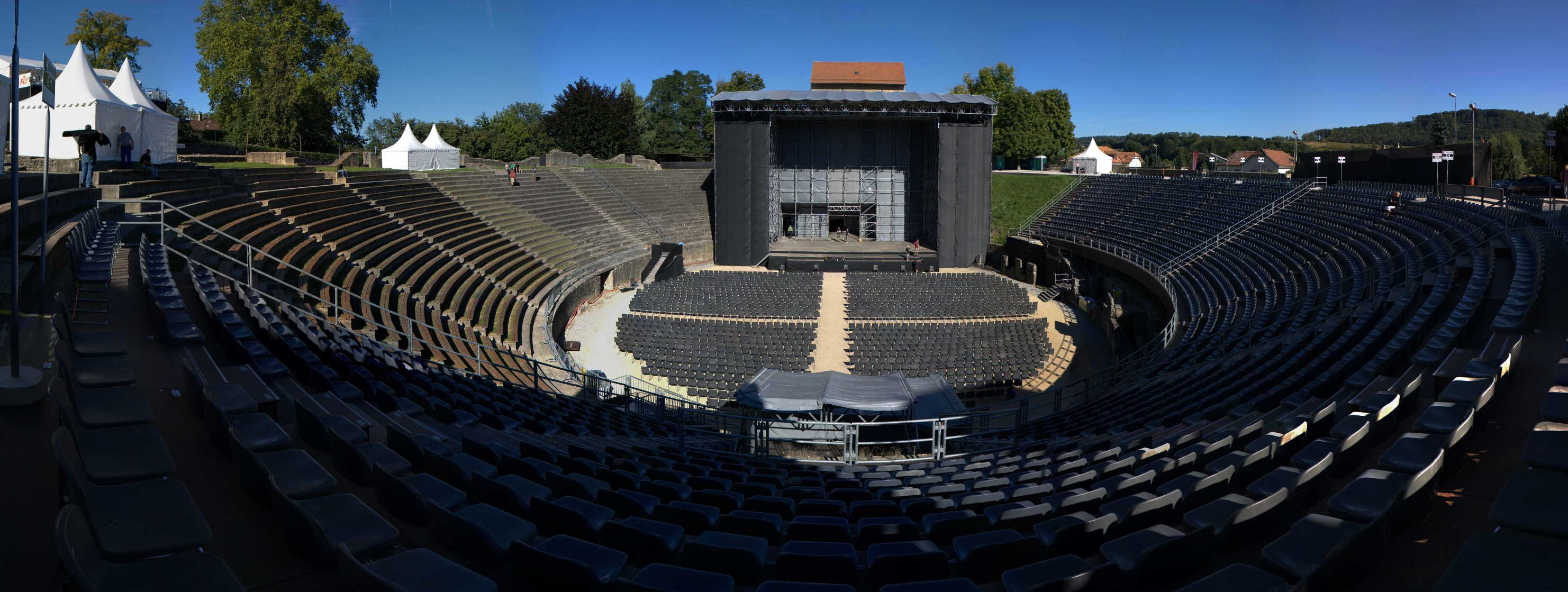
Les arènes en configuration concert à l'occasion de la tournée européenne 2010 de Peter Gabriel.

- slowUp Lac de Morat, balade autour du lac de Morat, libre de tout trafic motorisé (en avril)[16]
- Avenches Tattoo, parade internationale de fanfares militaires dans les arènes (en septembre)[17]
- Equus Helveticus, les journées suisses du cheval à l'IENA et au Haras national (en septembre)[18]

- Le Festival Avenches Opéra (ancien festival en juillet)[19]

- Biennale des arts textiles contemporains (en octobre)[20]

## Transports
Avenches se situe sur la route cantonale Lausanne-Berne, très empruntée avant l'ouverture de l’autoroute A1. Le tronçon Berne-Payerne de l'autoroute a été ouvert fin 1997 et le dernier tronçon entre Payerne et Yverdon-les-Bains en 2001. La sortie d'autoroute d'Avenches se situe au nord de la localité, en direction de Villars-le-Grand.
La ligne ferroviaire Morat-Payerne a été ouverte le 25 août 1876 avec une gare à Avenches. Des lignes de bus relient Avenches à Fribourg, Domdidier, Cudrefin et Portalban. Le service PubliCar est également disponible, comme dans tout le reste du district de la Broye-Vully.

## Personnalités
- Marius d'Avenches, évêque et chroniqueur à la fin du VIe siècle.
- Ernest Failloubaz (1892-1919), pilote suisse.
- Yvan Dalain (1927-2007), photographe, réalisateur, né à Avenches.
- Max (1999-2012), cigogne.
- Claude Fornerod (1913-2008), poète vaudois, en est originaire.
- Constant Fornerod (1819-1899), politicien, conseiller fédéral, président de la Confédération.